# Secret Maryo Chronicles
Secret Maryo Chronicles este un joc video de platformă open-source, inspirat de celebra serie Super Mario. Jocul este dezvoltat de o comunitate de programatori și artiști, fiind lansat pentru prima dată în 2003. Este disponibil pe mai multe platforme, inclusiv Microsoft Windows, macOS și Linux.

## Istoric
Dezvoltarea Secret Maryo Chronicles a început în 2003, fiind inițiată de Florian Richter, cunoscut sub pseudonimul "FluXy". Proiectul a evoluat de-a lungul anilor prin contribuțiile unei comunități active de dezvoltatori și pasionați. Jocul a fost conceput inițial ca un omagiu adus seriei Super Mario, dar a dezvoltat rapid propria identitate și stil unic.

### Elemente Cheie ale Jocului
- Sărituri și Platforming: Maryo poate sări pe inamici pentru a-i învinge și poate colecta diverse obiecte care îi oferă abilități speciale.
- Power-up-uri: Jocul include o varietate de power-up-uri, cum ar fi ciuperci care cresc dimensiunea lui Maryo, flori care îi permit să arunce bile de foc și stele care îl fac invincibil pentru o perioadă scurtă.
- Inamici și Obstacole: În joc apar o serie de inamici clasici, inspirati din jocurile Mario, precum și obstacole variate care necesită abilități de platforming precise.
- Grafica și Sunetul: Grafica jocului este desenată manual, oferind un stil artistic unic. Muzica și efectele sonore contribuie la atmosfera nostalgică și captivantă a jocului.

## Dezvoltare și Contribuții
Fiind un proiect open-source, Secret Maryo Chronicles a beneficiat de contribuțiile unei comunități globale de dezvoltatori și entuziaști. Codul sursă este disponibil pe platforme precum GitHub, unde oricine poate contribui cu cod, grafică, sunet sau documentație. Secret Maryo Chronicles este dezvoltat folosind limbajul de programare C++ și biblioteca grafică SDL (Simple DirectMedia Layer). Acesta permite jocului să fie portabil și să ruleze pe o varietate de platforme. Codul sursă este disponibil sub licența GPL (General Public License), ceea ce înseamnă că oricine poate contribui la dezvoltarea jocului sau poate crea versiuni derivate.

### Instrumente și Tehnologii Utilizate
- Limbaje de Programare: Jocul este dezvoltat în principal în limbajul C++.
- Biblioteci și Motoare Grafice: SMC folosește biblioteci precum SDL (Simple DirectMedia Layer) pentru gestionarea graficii, sunetului și inputului.
- Editoare de Nivele: Jocul include un editor de nivele intuitiv, care permite utilizatorilor să creeze și să distribuie propriile nivele.

## Gameplay
Secret Maryo Chronicles păstrează mecanica de bază a jocurilor de platformă clasice, dar adaugă și elemente noi pentru a îmbunătăți experiența de joc. Jucătorul controlează personajul principal, Maryo, într-o serie de niveluri pline de provocări, inamici și power-up-uri.

## Controlul Personajului
Maryo poate sări, să se ghemuiască și să alerge. Controlul este intuitiv și reacțiile personajului sunt fluide, ceea ce permite o navigare precisă prin niveluri complexe.

## Niveluri și Medii
Jocul include o varietate de niveluri, de la păduri luxuriante și peșteri întunecate până la castele periculoase și zone subacvatice. Fiecare nivel este conceput cu atenție, oferind jucătorilor provocări unice și multiple rute de explorat.

## Inamici și Obstacole
Pe parcursul aventurii, Maryo întâlnește numeroși inamici și obstacole. Inamicii includ creaturi clasice precum Goomba-like și Koopa-like, dar și inamici unici care adaugă diversitate jocului. Obstacolele variază de la gropi periculoase și spini până la platforme mobile și capcane ascunse.

## Power-Up-uri
Ca și în jocurile clasice de platformă, Secret Maryo Chronicles oferă o serie de power-up-uri care îl ajută pe Maryo în aventura sa. Acestea includ:
- Ciuperca Roșie: Crește dimensiunea și puterea lui Maryo.
- Floarea de Foc: Permite lui Maryo să arunce bile de foc pentru a înfrunta inamicii.
- Steaua Invincibilității: Face Maryo invincibil pentru o perioadă scurtă de timp.

## Editarea Nivelurilor
Una dintre caracteristicile notabile ale jocului este editorul de niveluri integrat. Acesta permite jucătorilor să creeze și să partajeze propriile lor niveluri. Editorul este ușor de folosit și oferă o gamă largă de opțiuni pentru personalizarea nivelurilor, de la plasarea obiectelor și inamicilor până la setarea condițiilor de victorie.

## Comunitatea
Secret Maryo Chronicles are o comunitate activă de jucători și dezvoltatori. Forumurile și canalele de discuții sunt locuri unde utilizatorii pot împărtăși niveluri, discuta idei pentru noi funcționalități și oferi feedback pentru îmbunătățirea jocului. Contribuțiile comunității au jucat un rol esențial în evoluția jocului, aducând constant noi idei și resurse.

### Distribuție și Accesibilitate
Jocul poate fi descărcat de pe site-ul oficial al proiectului, precum și de pe diverse platforme de distribuție de software open-source. Fiind compatibil cu mai multe sisteme de operare, jocul este accesibil unui public larg.

## Receptare Critică
De-a lungul anilor, Secret Maryo Chronicles a fost bine primit de comunitatea open-source și de fanii jocurilor de platformă. Jocul este apreciat pentru fidelitatea sa față de stilul clasic al jocurilor de platformă, dar și pentru inovațiile sale și flexibilitatea oferită de editorul de niveluri. Criticii au lăudat în special grafica vibrantă și controlul precis al personajului.

## Moștenire
Secret Maryo Chronicles este un exemplu excelent de proiect open-source de succes. Prin colaborarea și contribuțiile comunității, jocul a reușit să se dezvolte și să rămână relevant în lumea dinamică a jocurilor video. Cu un gameplay captivant, un editor de niveluri puternic și o comunitate dedicată, Secret Maryo Chronicles continuă să fie un favorit printre fanii jocurilor de platformă.
- Pagina oficială